# Núcleon

Em física, núcleon (português brasileiro) ou nucleão (português europeu) é um próton ou um nêutron. Os núcleons compõem o núcleo atômico. Até a década de 1960 acreditava-se que os núcleons eram partículas fundamentais. Hoje se sabe que são constituídos por três quarks e que a interação existente entre eles é resultado da ação da força nuclear forte. Compreender os núcleons é um dos maiores objetivos da cromodinâmica quântica.